# Croton vidalii
Croton vidalii är en törelväxtart som beskrevs av Airy Shaw. Croton vidalii ingår i släktet Croton och familjen törelväxter. Inga underarter finns listade i Catalogue of Life.